# Stactobia dori
Stactobia dori är en nattsländeart som beskrevs av Schmid 1983. Stactobia dori ingår i släktet Stactobia och familjen smånattsländor. Inga underarter finns listade i Catalogue of Life.